# أمين العكيمي
أمين علي العكيمي الدهمي هو سياسي وبرلماني يمني، محافظ محافظة الجوف سابقًا وحاليًا، عضواً في مجلس النواب سابقًا وحاليًا، عن الدورة البرلمانية 2003-2009 والكتلة البرلمانية لنواب حزب التجمع اليمني للإصلاح.

## المناصب الحكومية
- عضو في مجلس النواب لثلاث فترات متتابعة، عن الدائرة الانتخابية رقم (276) بمحافظة الجوف.
- عين قائداً لـ«كتائب حرس الحدود» ورقي إلى رتبة عقيد 1994.
- في 2010 نصب رئيساً لمجلس قبائل بكيل.
- عين قائداً للواء النصر بمحافظة الجوف ورقي إلى رتبة عميد في 2015.
- عين محافظ لمحافظة الجوف في 15 أغسطس 2016 وحتى 10 أكتوبر 2022.[2]
- عين قائداً لـ«محور الجوف» إضافة إلى عمله محافظ للمحافظة ورقي إلى رتبة لواء (رتبة عسكرية) في 7 يوليو 2018.

## إصلاح ذات البين
- شخصية قبلية وحدوية قبل الوحدة عندما قام بزيارة محافظة عدن في سنة 1980 م
- اشتهر بحل اغلب المشاكل القبلية واصلاح ذات البين في محافظات الجوف ومارب وشبوة وغيرها ويمتلك ثقل شعبي وقبلي في هذه المناطق ومن اهمها.
- رئيس لجنة الوساطة بين أمن مأرب والاشراف
- دور كبير ترسيم الحدود اليمنية السعودية
- قضية مراد ال فطيح
- النزاع بين الاشراف والمحابيب بمديرية الغيل
- قضايا داخلية بين قبيلة الشولان
- قضية الأمن وقبيلة همدان
- إسهامات كبيره في المجال القبلي

## انجازات مدنية
- إنشاء «كلية التربية والعلوم التطبيقية»
- تشغيل مستشفى الجوف العام
- تخطيط شوارع الحزم
- البدء بردم الخط الرابط بين محافظة الجوف وحضرموت
- إنشاء اذاعة محلية بالمحافظة
- التبرع بقطعة ارض للشهداء من خارج المحافظة
- تشغيل مستشفى مديرية الروض

## انجازات عسكرية
- قيادة معارك الجيش الوطني خلال الحرب الأهلية اليمنية (2015-الآن) وتحرير مساحة شاسعه من المحافظة ومن اهمها تحرير الحزم عاصمة المحافظة وأجزاء شاسعه من مديرية المتون، ومديرية الغيل بشكل كامل وتحرير مناطق شاسعه من مديرية خب والشعف أهمها منطقة اليتمة ومناطق المهاشمة.